# Excelsior Springs
Excelsior Springs – miasto w Stanach Zjednoczonych, w stanie Missouri, w hrabstwie Clay.